# Romillé
Romillé é uma comuna francesa na região administrativa da Bretanha, no departamento Ille-et-Vilaine. Estende-se por uma área de 28,69 km². Em 2010 a comuna tinha 4 014 habitantes (densidade: 139,9 hab./km²).

## Demografia
| 1962 | 1968 | 1975 | 1982 | 1990 | 1999 | 2006 |
| ---- | ---- | ---- | ---- | ---- | ---- | ---- |
| 1753 | 1787 | 1743 | 2183 | 2439 | 2688 | 3365 |